# Hrastovljan
Hrastovljan is een plaats in de gemeente Martijanec in de Kroatische provincie Varaždin. De plaats telt 453 inwoners (2001).